# Sportzentrum Kleinfeld
Sportzentrum Kleinfeld – stadion piłkarski w Kriens, w Szwajcarii. Został otwarty 13 października 2018 roku. Może pomieścić 3200 widzów. Swoje spotkania rozgrywają na nim piłkarze klubu SC Kriens. Obiekt powstał w miejscu dawnego stadionu Kleinfeld.
19 listopada 2016 roku rozegrano na starym stadionie Kleinfeld ostatnie spotkanie. Piłkarze SC Kriens następnie przenieśli się tymczasowo na stadion Gersag w Emmen, a stadion Kleinfeld został rozebrany na przełomie 2016 i 2017 roku. 10 kwietnia 2017 roku w miejscu starego stadionu rozpoczęto budowę nowej areny. W trakcie budowy, w sezonie 2017/2018, piłkarze SC Kriens wywalczyli awans do Challenge League. Oficjalne otwarcie nowego obiektu miało miejsce 13 października 2018 roku, a na inaugurację SC Kriens przegrało w meczu sparingowym z drużyną Grasshoppers 1:3. Jeszcze przed oficjalnym otwarciem gospodarze rozegrali na tym stadionie dwa mecze ligowe.